# Трактирниця (фільм)
«Трактирниця» — радянський телефільм-спектакль 1975 року за участю акторів театру Маяковського, постановка комедії Карло Гольдоні «Трактирниця».

## Сюжет
Господиня невеликого флорентійського готелю, розпещена увагою чоловіків, дізнавшись, що один з її постояльців — заклятий жінконенависник, вирішує помститися йому, змусивши в себе закохатися, про що пізніше їй доводиться пошкодувати.

## У ролях
- Наталія Гундарева —  Мірандоліна
- Євген Лазарев —  кавалер Ріпафратта
- Микита Подгорний —  маркіз Форліпополі
- Юрій Каюров —  граф Альбафіоріта
- Олег Вавілов —  Фабріціо, лакей в готелі
- Володимир Сальников —  слуга кавалера Ріпафратти

## Знімальна група
- Автори сценарію:  Олександр Бєлінський
- Режисер:  Олександр Бєлінський
- Оператор:  Борис Лазарев
- Художник-постановник:  Володимир Ликов
- Асистент режисера: І. Крупеніна
- Звукорежисер: М. Бікчантаєва